# Renette

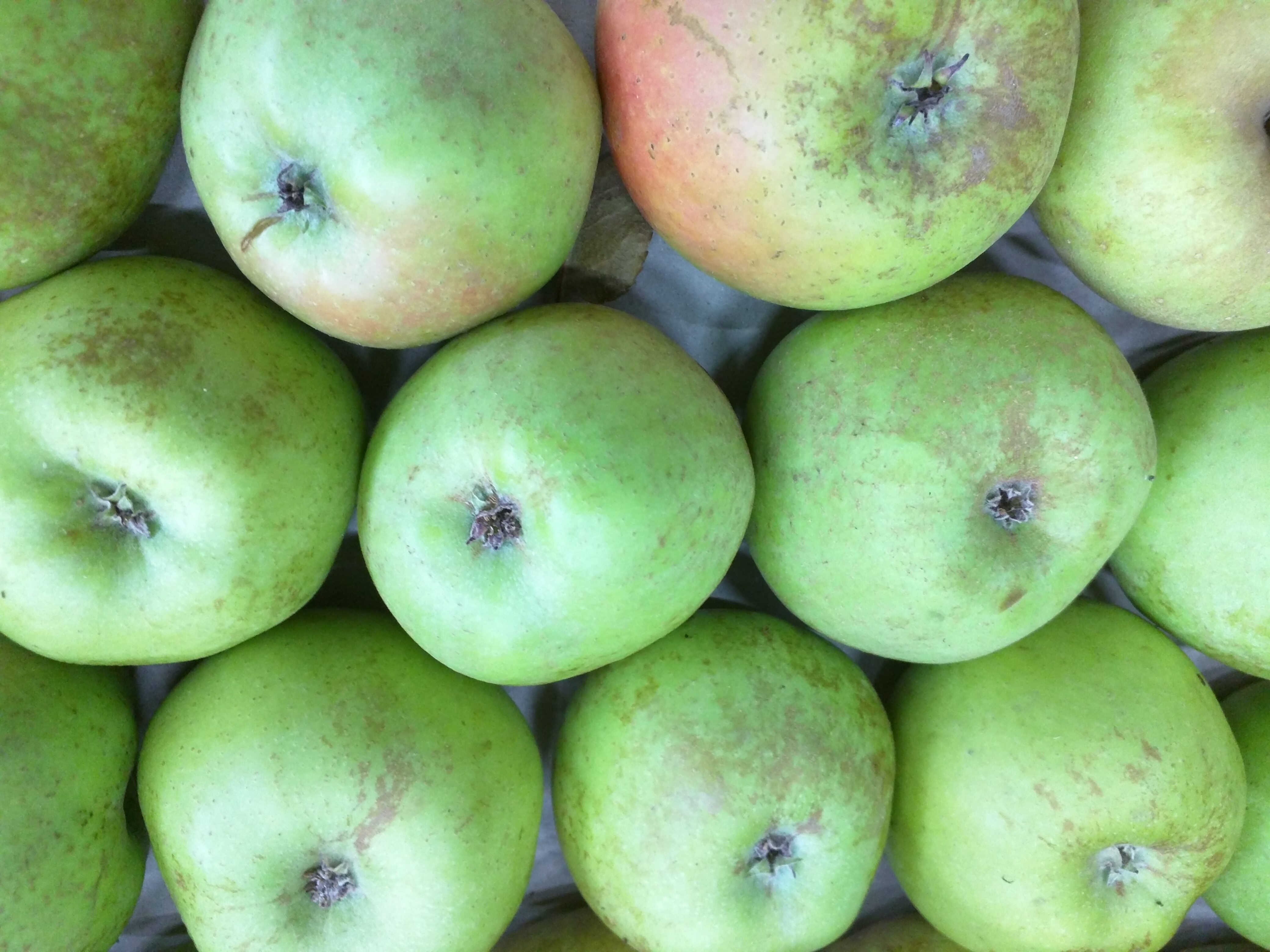
Apfel Renette

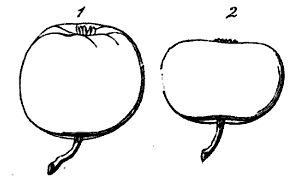
Glanz-Renetten, Engelbrecht 1889

Als Renette oder Reinette bezeichnet man eine Gruppe von Apfelsorten. Diese zeichnen sich durch dichtes, später markiges Fleisch aus, mit meistens kennzeichnendem Geschmack.
Die Bezeichnung Renette stammt ursprünglich aus dem Französischen, wobei zunächst die Schreibweisen Rainette und Reinette verwendet wurden. Die ursprüngliche Bedeutung des Wortes ist unklar. Zum einen wird diskutiert, dass sich der Name vom Diminutiv des französischen Wortes reine (Königin) ableitet und sich auf den Geschmack der Reinetten bezieht, die früher als besonders edle Tafelobstsorten galten. Zum anderen wird auch eine Herleitung vom lateinischen Wort rana (Frosch, frz. rainette) vermutet, wobei ein Bezug zu der Schale der Renetten hergestellt wird, die oft durch auffällige Lentizellen gepunktet erscheint.
In der historischen Literatur sind folgende Einteilungen vorgenommen worden (System nach Eduard Lucas, 1893):
1. Rambourrenetten
2. Einfarbige oder Wachsrenetten
3. Borsdorferrenetten
4. Rote Renetten
5. Graue Renetten
6. Goldrenetten

Diese Einteilung besitzt heute keine oder nur noch eingeschränkte Gültigkeit. Durch Züchtungsarbeit ab Mitte des 19. Jahrhunderts wurden viele andere Apfelsorten eingekreuzt, so dass dieses System in dieser Form nicht mehr aufrechterhalten werden kann.
Graue Renetten (englisch: Russet) weisen durch eine ausgeprägte und flächige Berostung, die oft die gesamte Frucht überzieht, eine bräunliche bis gräuliche Farbe sowie eine raue Oberfläche auf. Sie werden deshalb auch als „rusticoat“ (deutsch: Rostmantel), „russeting“ und „leathercoat“ (deutsch: Ledermantel) bezeichnet. Letztere Bezeichnung war zu Shakespeares Zeit bekannt, z. B. in Heinrich IV., Teil 2, wo Davy zu Bardolph sagt: “there's a dish of leathercoats for you” (deutsch: „Da ist ein Teller mit „leathercoats“ [Ledermänteln/Renetten] für dich“). In der pharmazeutischen Terminologie der Frühen Neuzeit hieß der Lederapfel in lateinischer Sprache Malus corius.

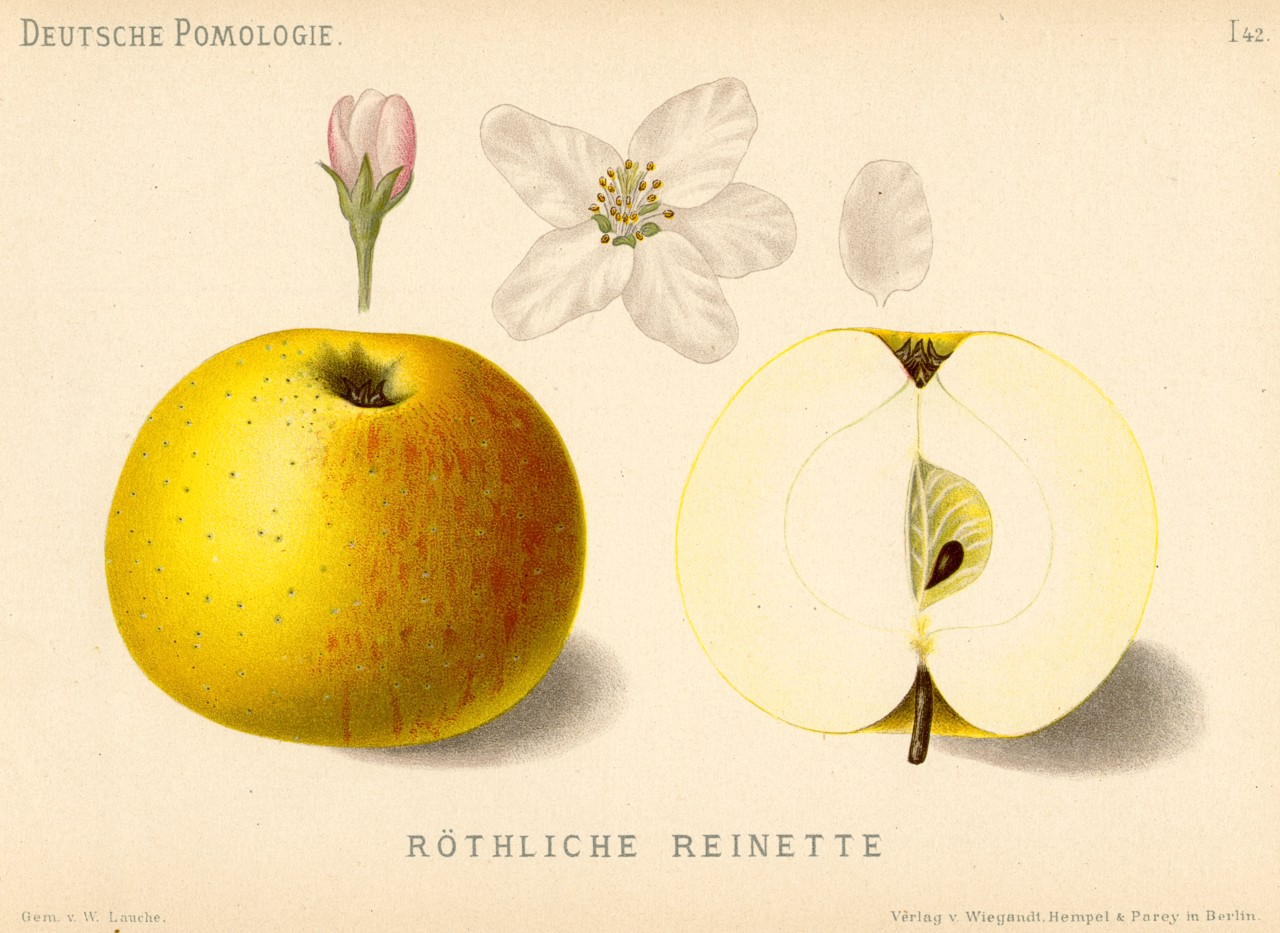
Reinette in einer Illustration von 1883

## Sortenliste
| Name                                                                       | Bild |
| -------------------------------------------------------------------------- | ---- |
| Ananasrenette                                                              |      |
| Baumanns Renette                                                           |      |
| Biesterfelder Renette                                                      |      |
| Bodenfelder Renette                                                        |      |
| Champagnerrenette                                                          |      |
| Coulons Renette                                                            |      |
| Cox Orangenrenette                                                         |      |
| Deutsche Goldrenette                                                       |      |
| Diels Renette                                                              |      |
| Dietzer Goldrenette                                                        |      |
| Edelborsdorfer (Leipziger Renette, Reinette Batarde, Reinette d’Allemagne) |      |
| Engelsberger Renette                                                       |      |
| Französische Goldrenette                                                   |      |
| Gaesdoncker Renette                                                        |      |
| Gelbe Sächsische Renette                                                   |      |
| Goldrenette Freiherr von Berlepsch                                         |      |
| Goldrenette von Blenheim                                                   |      |
| Graue Herbstrenette                                                        |      |
| Graue Französische Renette                                                 |      |
| Harberts Renette                                                           |      |
| Hildesheimer Goldrenette                                                   |      |
| Himbeerrenette                                                             |      |
| Kanadarenette                                                              |      |
| Karmeliterrenette                                                          |      |
| Kasseler Renette                                                           |      |
| Landsberger Renette                                                        |      |
| Luxemburger Renette                                                        |      |
| Muskatrenette                                                              |      |
| New Yorker Renette                                                         |      |
| Orleansrenette                                                             |      |
| Oberdiecks Renette                                                         |      |
| Osnabrücker Renette                                                        |      |
| Ribston Pepping Englische Granatrenette, Travers Renette                   |      |
| Rote Sternrenette                                                          |      |
| Schöner aus Boskoop (Renette von Montfort)                                 |      |
| Seebaer Borsdorfer (Fromms Goldrenette)                                    |      |
| Sertürner Renette                                                          |      |
| Strauwalds neue Goldparmäne (Neue Goldparmäne)                             |      |
| Wachsrenette                                                               |      |
| Weiberrenette                                                              |      |
| Zabergäurenette                                                            |      |
| Zimmt-Renette                                                              |      |
| Zuccalmaglios Renette                                                      |      |